# Kernkraftwerk Dukovany
Das tschechische Kernkraftwerk Dukovany (tschechisch Jaderná elektrárna Dukovany, kurz auch JEDU, selten EDU) liegt in Südmähren, etwa 35 Kilometer südwestlich von Brünn sowie 100 Kilometer nördlich von Wien.
Es wurde zwischen 1985 und 1987 zur Zeit der Tschechoslowakei in Betrieb genommen und besteht aus vier Reaktorblöcken mit einer Gesamtleistung von 1792 Megawatt. Eigentümer und Betreiber des Kernkraftwerkes ist ČEZ.

## Geschichte

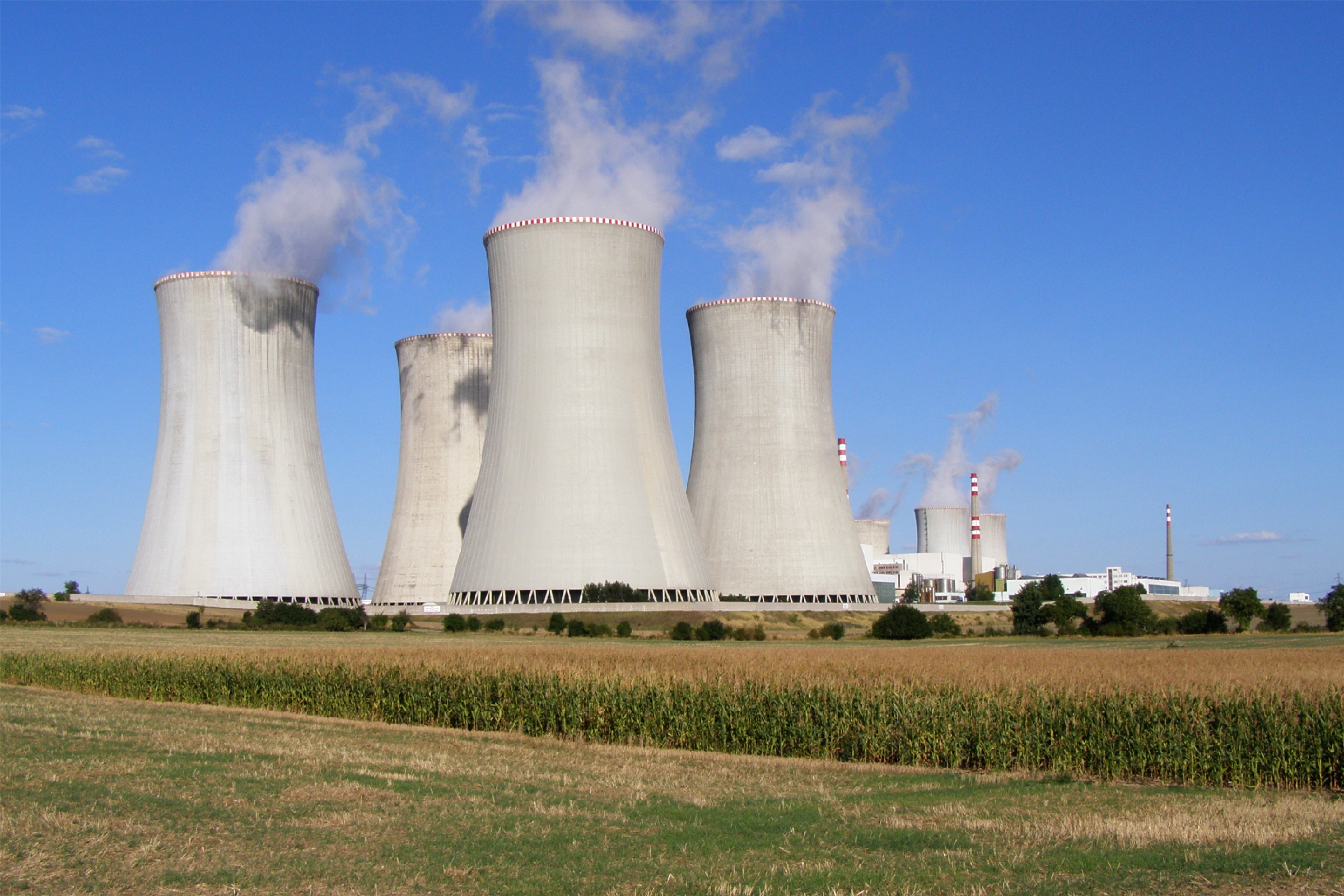
Die Kühltürme des Werks

Ab 1976 wurden die Dörfer Heřmanice, Lipňany und Skryje  abgesiedelt. Mit dem Bau der ersten zwei Blöcke in Zwillingsanordnung wurde am 1. Januar 1979 begonnen, am 1. März 1979 startete der Bau der Blöcke 3 und 4. Am 3. Mai 1985 wurde der erste Reaktorblock in Betrieb genommen. Am 21. März 1986 folgte die Inbetriebnahme von Block 2. Der Block 3 ging am 20. Dezember desselben Jahres in Betrieb. Beim 4. Block wurde die erste Synchronisation mit dem Stromnetz am 19. Juli 1987 nach über achtjähriger Bauzeit durchgeführt.
Das Kernkraftwerk hat einen Kühlwasserbedarf von 83 Kubikmeter pro Stunde, den es aus den Stauseen Dalešice und Mohelno der Jihlava bezieht.
Nach dem ursprünglichen Plan war die Abschaltung des ersten Reaktorblocks für das Jahre 2025 vorgesehen, da dann die geplante Laufzeit von 40 Jahren erreicht wird. Inzwischen wird eine Abschaltung erst nach dem Ersatz durch neue Reaktoren ab etwa 2038 geplant.

### Geplanter Ausbau
Der tschechische Industrie- und Handelsminister Martin Kuba stellte im Februar 2012 den Bau eines weiteren Reaktors in Dukovany in Aussicht. Im April 2020 wurde nach mehrjährigen Vorarbeiten ein Vertrag mit ČEZ über die Entwicklung eines einzelnen 1200 MWe Blocks geschlossen; eine Realisierung wird für 2029 angestrebt, die Fertigstellung für 2036. Die Kosten des Baus wurden mit 10 bis 12 Mrd. Euro veranschlagt und es wurde davon ausgegangen, dass der Energiekonzern CEZ die Finanzierung der neuen Reaktoren übernehmen wird.
Im April 2021 kündigte die tschechische Regierung an, Russland von der Ausschreibung für den Ausbau wegen diplomatischer Spannungen um das Munitionsdepot Vlachovice auszuschließen. Zuvor waren im Januar 2021 bereits chinesische Unternehmen von der Ausschreibung ausgeschlossen worden. Im März 2022 wurde die Ausschreibung für den neuen Reaktor gestartet. Als Bieter freigegeben wurden EDF, Westinghouse und Korea Hydro & Nuclear Power (KHNP). Nach Einlangen der Angebote wurde Westinghouse vom weiteren Bieterverfahren ausgeschlossen und gab der tschechische Ministerpräsident Petr Fiala bekannt, dass die Ausschreibung ausgedehnt werde auf bis zu vier Reaktoren, denn damit wäre eine Preisreduktion von bis zu 25 Prozent je Reaktorblock möglich. Belege für diese behauptete Kostenreduktion führte Fiala nicht an. Im Juli 2024 erhielt KHNP den Zuschlag, dass bis März 2025 der Vertrag bzw. die Verträge für den Bau von zwei Reaktoren in Dukovany abgeschlossen werden sollen. Der Preis soll je Reaktorblock 200 Milliarden Kronen betragen. KHNP bietet einen Reaktortyp mit einer Leistung von 1000 MWe an. Gegen dieses Angebot kündigte Westinghouse rechtliche Schritte wegen Lizenzverletzungen an.

## Sicherheit

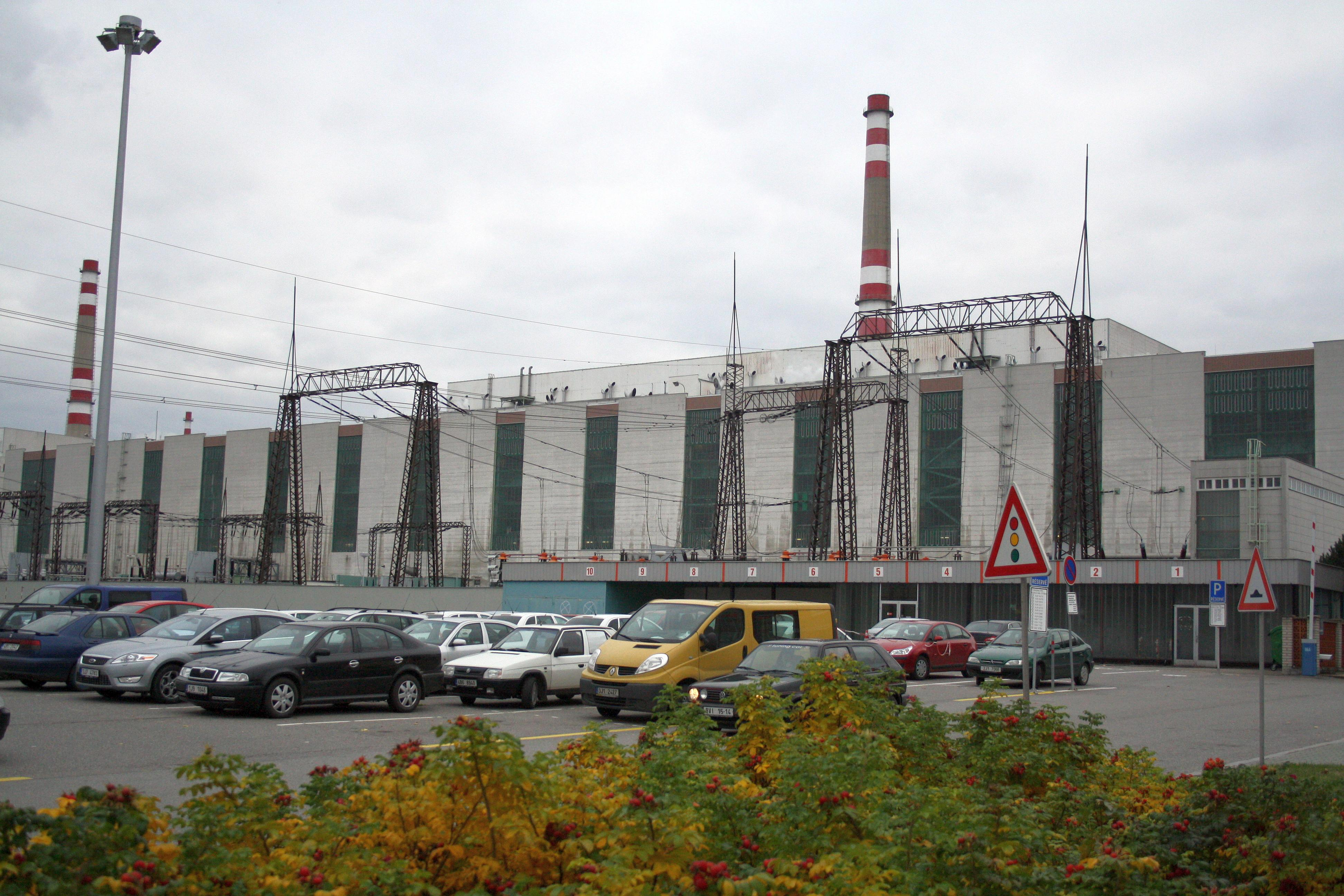
Der erste Block des Kernkraftwerks

Bei den vier Reaktoren handelt es sich um Druckwasserreaktoren russischer Bauart (WWER) der Reihe 440. Bei der Version 213 des WWER-440 handelt es sich um die zweite Generation von Kernreaktoren, entwickelt von der Sowjetunion in den Jahren 1970 bis 1980.
Das Kraftwerk hat kein Containment und ist vom gleichen sowjetischen Typ wie etwa das Kernkraftwerk Bohunice V2 in der Slowakei; allerdings besitzt es ein weniger robustes sogenanntes Confinement (in Form einer ergänzenden sogenannten Bubble Condenser Unit), das in einem beschränkteren Ausmaß gegen die Freisetzung von Radioaktivität ausgelegt ist.
Das Confinement bietet einen geringeren Schutz der Anlage gegen Einwirkungen von außen, wie zum Beispiel Zerstörungen durch einen Flugzeugabsturz. Des Weiteren wird die Aufstellung der Blöcke in zwei Zwillingsanlagen mit gemeinsamem Zentralsaal für je zwei Reaktoren und der Zusammenlegung zahlreicher Sicherheits- und Serviceeinrichtungen ebenfalls als Risiko betrachtet, da bei Störfällen der andere Reaktor nicht voll abgeschirmt werden kann.
Den Reaktoren fehle zudem eine zweite Kühlquelle, die beim Ausfall der Kühlung aus dem Fluss Jihlava ausreichend Kühlwasser liefern könnte.

## Unregelmäßigkeiten
Anfang Februar 2016 stellten sowohl der Betreiber als auch die tschechische Atomaufsichtsbehörde Strafanzeige, nachdem letztere festgestellt hatte, dass systematisch alle Röntgenbilder der Schweißnähte manipuliert worden waren. Laut tschechischer Atomaufsichtsbehörde sind die Nähte im Primärkreislauf von dieser Affäre nicht betroffen. Block 2 war 2016 infolgedessen vorübergehend deaktiviert.
Am  25. November 2018 war Reaktorblock 1 kurzzeitig heruntergefahren, nachdem im Bereich der Dampferzeuger ein undichtes Rohr vermutet wurde.

## Erwähnung in Medien
Dukovany ist auch Nebenschauplatz des 2008 produzierten österreichischen Films Der erste Tag.

## Daten der Reaktorblöcke
Das Kernkraftwerk Dukovany hat vier Blöcke:
| Reaktorblock | Reaktortyp   | Netto- leistung | Brutto- leistung | Baubeginn  | Netzsyn- chronisation | Kommer- zieller Betrieb | Abschal- tung  |
| ------------ | ------------ | --------------- | ---------------- | ---------- | --------------------- | ----------------------- | -------------- |
| Dukovany-1   | WWER-440/213 | 471 MW          | 505 MW           | 01.01.1979 | 24.02.1985            | 03.05.1985              | (2038 geplant) |
| Dukovany-2   | WWER-440/213 | 471 MW          | 505 MW           | 01.01.1979 | 30.01.1986            | 21.03.1986              | (2038 geplant) |
| Dukovany-3   | WWER-440/213 | 471 MW          | 505 MW           | 01.03.1979 | 14.11.1986            | 20.12.1986              | (2038 geplant) |
| Dukovany-4   | WWER-440/213 | 471 MW          | 505 MW           | 01.03.1979 | 11.06.1987            | 19.07.1987              | (2047 geplant) |

## Einbindung in das Stromnetz
Der in den Blöcken erzeugte Strom gelangt über Höchstspannungsleitungen zum Sammelumspannwerk Slavětice, wo sich der Lastverteiler befindet. Vom Umspannwerk Slavětice führt auch eine 380-kV-Leitung nach Österreich zum Umspannwerk Dürnrohr.